# Ной Рамішвілі
Ной Віссаріонович Рамішвілі (5 квітня 1881 — 7 грудня 1930) — державний та політичний діяч Російської імперії та Грузинської Демократичної Республіки, революціонер. Перший міністр-голова уряду Грузії після проголошення її незалежності 1918 року.

## Життєпис
Народився у селянській родині. Закінчив духовне училище, Кутаїську семінарію. 1901 року вступив на юридичний факультет факультет Юріївського університету, але вже за рік був відрахований за політичну діяльність та засланий на Кавказ. Того ж 1902 року вступив до лав РСДРП. З 1902 працював у Тіфлісі — керував бойовою організацією. Невдовзі був заарештований та засланий, але зумів утекти за кордон. У 1908–1909 роках слухав лекції у Лейпцизькому університеті.
З травня 1907 до кінця 1911 року був кандидатом у члени ЦК РСДРП (меншовик). З серпня 1908 до січня 1909 року — член Закордонного бюро ЦК РСДРП.
Після лютого 1917 року став членом Всеросійських установчих зборів від Закавказького округу. У вересні того ж року на Всеросійській демократичній нараді був обраний членом Тимчасової ради Російської республіки (Передпарламенту).
З 22 квітня 1918 — міністр внутрішніх справ Закавказької Демократичної Федеративної Республіки.
16 травня 1918 року Виконавчий комітет Національної ради Грузії офіційно приступив до підготовки проголошення державної незалежності Грузії. До складу підготовчої комісії увійшли: Ной Рамішвілі, Давид (Дата) Вачнадзе і Шалва Месхішвілі. 25 травня було прийнято рішення щодо проголошення державної незалежності. Разом із тим було вирішено до проголошення незалежності Грузії оголосити про розпад ЗДФР.
З 26 травня 1918 року Ной Рамішвілі очолив соціал-демократичний уряд Грузинської Демократичної Республіки. Одночасно він залишився й міністром внутрішніх справ.
Був одним з ініціаторів низки реформ, зокрема: запровадження загальної освіти, соціального забезпечення населення, експропріації власності, що належала царській родині на користь дрібних господарств. Організував грузинську армію.

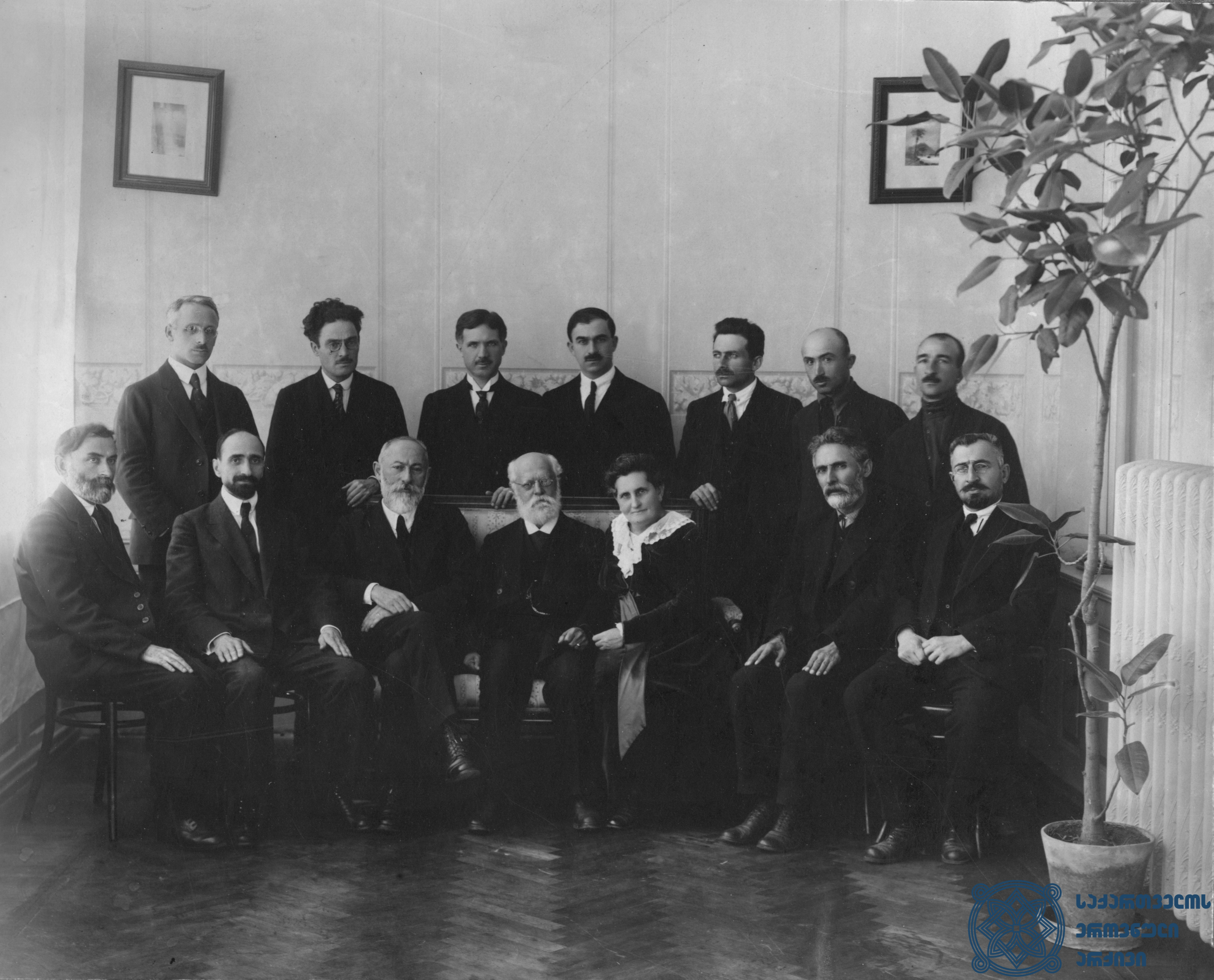
Карл Каутський серед членів Соціал-демократичної партії Грузії (меншовиків) — Ной Жорданія, Ной Рамішвілі, Сеїд Девдаріані і инши, Тбілісі, 1920 р.

Виконував функції міністра-головуючого уряду Грузії до 24 червня 1918 року. Потім обіймав пост міністра закордонних справ республіки в уряді Ное Жорданії.
Після введення Червоної Армії до Грузії виїхав за кордон. 1923 року безуспішно намагався підбурити повстання проти радянської влади в Грузії.
7 грудня 1930 року був застрелений терористом Палмені Чануквадзе в Парижі.